# Самбірська Божа Мати
Самбірська ікона Божої Матері або Мати Руського краю — чудотворна коронована ікона Богородиці, зображена за типом єлеуса (замилування), яка перебуває в церкві Різдва Пресвятої Богородиці в м. Самборі на Львівщині.

## Опис
Самбірська Богородиця без срібно-золотої шати була намальована олійними фарбами на кипарисовій дошці товщиною до півтора сантиметра, має вгорі напис латинськими літерами лат. "Mater Deo" (Мати Божа).

## Коронація
1928 року Папа Римський Пій XI коронував ікону Папською короною. Урочистий акт коронації звершив владика Йосафат Коциловський у свято Успіння Пресвятої Богородиці 28 серпня 1928 року.

Саме свято розпочалося вже 25 серпня 1928 року, в суботу, Великою Вечірнею. Дня 26 серпня 1928 року розпочалися коронаційні свята биттям у всі церковні і костельні дзвони, що мелодійними звуками голосили всім вірним, без перерви вдень і вночі, велику подію в житті самбірської Церкви — коронацію ікони, найбільших святощів Самбірщини й українського народу, увінчання коронами Самбірську Богородицю та її Сина. Три дні церкви були відкриті для прочан, де священики без перерви відправляли Богослужби, де прочани могли заспокоїти свої душевні і релігійні бажання.

У неділю, 26 серпня, відслужив Архиєрейську Службу Божу з проповіддю єпископ-помічник перемишльський кир Григорій Лакота. Перед Архиєрейською Службою Божою їх Преосвященство Григорій Лакота посвятив корону і поклав її біля Престолу чудотворної ікони. Того ж дня прибув владика Йосафат, і рівночасно розпочалося приписане триденне дзвоніння і урочистий обхід з короною вулицями міста, а в кінці благословення нею всіх вірних.

27 серпня також Архиєрейську Службу Божу відслужив єпископ кир Йосафат Коциловський. Опісля багатотисячна процесія вірних і священства, на чолі, з єпископом Коциловським перейшла вулицями і довкола ринку з іконою, що її несли 4 молодих дівчини.
Сам Коронаційний акт відбувся 28 серпня 1928 року, в саме свято Успіння Пречистої Діви Марії і в 200-ліття проголошення чудотворності образу, при ласкавій співучасті всіх прибулих Владик і Мітратів обох обрядів, цілого вищого і нижчого духовенства. На свято коронації, крім згаданих двох наших єпископів з Перемишля, прибули два латинські єпископи-поляки з Перемишля, єпископ-ординарій кир Новак і єпископ-помічник кир Фішер, мітрати Михайло Мриц і Василь Пинило і багато вищого священства. Всіх єпископів вітали процесії при святочних брамах, удекорованих, як і каплиця, зеленню і хоругвами, та кінні почесті мешканців самбірських передмість і селян з Кульчиць, П’янович і Пинян, що з хоруговками синьо-жовтими і церковними попереджували приїзд усіх Владик.
Церква, що могла помістити до 2000 прочан, показалася замалою для такого великого свята і на сподівану масову прощу вірних. Тому на великій церковній площі побудовано каплицю без стін, з престолом, де встановлено ікону. На філярах був дашок з хрестом, що зверху накривав престіл так, щоб прочани могли вільно приглядатись і слухати церковні відправи.
Того ж дня, перед Архиєрейською Службою Божою, наступило зняття з престолу чудотворної ікони, перенесення її на новий престол, який в цілі відправлення Архиєрейської Полевої Служби Божої, через малий простір в храмі, був тимчасово збудований на церковній площі.
По Службі Божій і проповіді, яку служив кир Йосафат Коциловський, при співучасті всіх єпископів, мітратів і крилошан, після відчитання Папської грамоти парохом отцем Францом Рабієм, наступила пам’ятна хвиля вложення корони на чудотворну ікону Пречистої Діви Марії. Кир Йосафат Коциловський при співі гімну «Тебе Бога хвалим» і при битті в усі дзвони та при звуках міських гудків заложив на образ над головами Богородиці й Ісуса дві дорогоцінні, золото-срібні корони з самоцвітами.

Під час Архиєрейської Служби Божої й акту коронації 28 серпня кир Йосафат мав на голові історичну корону галицького короля Данила, що є власністю перемишльських єпископів, яку вони одягали лише в рідкісних церковних святах. Вона зберігалася в єпископській скарбниці у Перемишлі. У коронаційних обходах і відправах, крім згаданих владик і мітратів та капітульних крилошан, між ними отця Венґриновича і канцлера Грицеляка й інших, взяли участь отці Василіяни з монастирів Лавріва і Букової, отці-Бернардини з Самбора і світські священики, разом 212 духовних осіб, в тому числі 28 польських священиків зі своїм прелатом о. Шафранським, та понад 50 000 вірних обох обрядів. Та при відголосі всіх дзвонів відбувся востаннє урочистий обхід з коронованою іконою вулицями міста і благословення нею всіх присутніх людей.

Короновану чудотворну ікону несли найперше священики, а потім до цього радісного і щасливого акту були допущені всі вірні. Чотири наші священики в церковних ризах: отець Іларіон Ґмитрик, отець мітрат декан Дмитро Гординський, отець сенатор Юліян Татомир та отець крилошанин Венґринович винесли з каплиці на влаштованих ношах короновану ікону, а за нею ступали всі присутні владики, отці мітрати і крилошани, представники українських установ і товариств та представники польських урядів на чолі зі старостою Казимиром Лєнчевським та бурмістром доктором Юзефом Добжанським. Всі вони були присутні на коронації і взяли участь у процесії. На закінчення святкувань по вулицях міста і довкола ринку відбулася багатотисячна, величава процесія з коронованою іконою, що її несли під бальдахимом чотири наші учениці в білих сукнях: Соня Рабій, Ірина Кушлик, Ліда Козакевич і Віся Луцик. Перед ними також у білих сукнях несли марійський прапор із золототканим образом ікони учениці: Дарка Рабій і Осипа Білинська, оточені довгими двома рядами сотень хоругов, прапорців і процесійних образів. Попереду процесії несли хрест і дві патериці, а за ними йшли хори і оркестри.

## Історія ікони
Як свідчать перекази, Самбірську ікону Богородиці намалював на дошці з кипарисового дерева сам євангеліст Лука. Її привезли до Самбора два грецькі купці на початку XVII ст. Інші дослідники зараховують її до найдавніших українських ікон, що походять із XII–XIII ст.
1705 року в Самборі і околицях панувала «чорна хвороба» — чума, серед померлих був й Іван Стамович, власник ікони. Олена Добрянська, його далека родичка отримала у спадок його майно разом з іконою.
15 вересня 1727 року відбулося перше чудо — ікона плакала. На прохання пароха ікона перейшла до парафіяльної церкви Різдва Пречистої Діви Марії, де вона перебуває й досі. 17 жовтня 1727 року на іконі знову з'явилися сльози на очах Богородиці. Спеціальна церковна комісія визнала плач Богородиці на іконі надприродним явищем, а ікону чудотворною. В той час відомими стають випадки зцілень людей, які молилися перед іконою.
На свято Непорочного Зачаття Богородиці 22 грудня 1727 року відслужили урочисту св. Літургію з нагоди проголошення Самбірської ікони чудотворною.
8 червня 1908 року Апостольська Столиця проголосила головний престол чудотворної ікони в Самборі упривілейованим. В 1912 і 1913 роках св. Літургії тут служив і молився митрополит Андрей Шептицький, а у 1931 і 1932 рр. — тоді ще ректор духовної семінарії у Львові о. Йосиф Сліпий.
У вересні 1939 року німецькі і радянські правителі розділили Польщу, єпископ Йосафат Коциловський заради збереження ікони доручив монахиням зі Згромадження сестер Служебниць перевезти її з самбірської церкви за Сян до Польщі. 6 серпня 1941 року святу реліквію привезли назад до Самбора. 1944 року вдруге перевезли ікону на Захід.
Восени 1996 року ікону передали на реставрацію до Львова. Після реставрації ікона побувала у львівських та дрогобицьких храмах, а 23 лютого 1997 року повернулася до Самбора.
3 грудня (з можливим перенесенням на неділю) встановлено днем почитання Чудотворної Самбірської ікони Пресвятої Богородиці, а 15 лютого — днем її віднайдення.

## Дива
Фіксувалися численні зцілення. Духовна і світська влада утворили кілька комісій для перевірки достовірності чудес. Результати суворого дослідження перевершили уяву: до середини XIX століття у церковних архівах значиться більше ста записів із датами, іменами, місцями проживання тих, хто під присягою засвідчував неймовірне одужання своє чи родичів.
Цікаво, що в багатьох описах згадується, як хворі або їх рідні під час Служби Божої чи акафіста лежали хрестом перед іконою, над ними читали Євангеліє, вони пили та вмивалися освяченою водою, а виходили з храму цілком здорові! У це важко повірити, але скривлені кидали костилі, в богомільних прохачів повертався слух і зір, кого приносили ледь живого, вертав додому власними ногами цілком бадьорий.
Чотири чудесні оздоровлення у листопаді 1727 року попередили приїзд другої єпископської комісії, яку вислав єпископ Єронім Устрицький. Ця комісія складалась з дев'яти священиків. Головою комісії був отець Єронім Кузьмич — єпископський сповідник, допомагав йому ігумен Єзехія Бончаковський з Лавріва. Єпископська комісія перевіривши ікону, заслухала під присягою інших десятьох очевидців плачу ікони Божої Матері та четверо чудесно оздоровлених. Духовна комісія дійшла до висновку, що поява сліз у Богородиці та чотири чудесні оздоровлення є надприродними явищами, які треба зачислити до чудотворних дій самбірської ікони.
Ось декілька чудесних оздоровлень за посередництвом чудотворної самбірської ікони Матері Божої:
- Степан К. рубав дрова в лісі і необачно зранив собі ногу сокирою. Степан терпів болі, але зносив їх терпеливо. Потім в шпиталі лікарі усталили, що в зараженій нозі є гангрена, та що негайно треба відтяти ногу. Та хоч лікарі дуже наполягали на тому, щоб Степан погодився на операцію — він таки не погодився. Просив своїх, що з ним приїхали, щоб запровадити його перед чудотворну Симбірську ікону Матері Божої, що вже тоді славилася чудами. Припав навколішки біля стіп св. ікони і, заливаючись рясними сльозами, говорив до Матері Божої, у св. іконі: «Маріє, Ти знаєш — я ж батько шестеро дітей! Хто ж їх вигодує, якщо я стану калікою, нездатним до праці? Зглянься наді мною, умилосердися Найдорожча Мати і Неба Пані!». По декількох хвилинах біль устав у нозі. Степан в одній хвилині став зовсім здоровий. Здивовані лікарі оглянули ногу і заявили, що тільки чудо сталося, що вона нараз стала здорова, бо гангрена зникла, рана відразу загоїлася. Вдячний Степан і вся його родина пішли на прощу до Самбора та публічно зложили подяку Божій Матері за це чудесне уздоровлення.
- Після українсько-польської війни, з невідомих причин повстала пожежа на подвір'ї приходства в Скалаті, Галичина. Горіла стара хата, а що в той час був поривчастий подільський вітер, була небезпека, що згорить все обійстя, вся господарка і приходство, і церква. В тім страшнім положенню винесено з приходства копію Самбірської Матері Божої, піднесено її вгору з окликом: «Мати Божа, рятуй!» І в тій же хвилині вітер змінив напрям, і почав віяти в противну сторону, що влегшило злокалізувати вогонь і понад усе: очевидне врятування і церкви і приходства від спалення.